# Institut basque de statistique
L’Institut basque de la statistique (Eustat) fut créé le 25 novembre 1986 en vertu du décret 251/1986, BOPV nº 236 du 29 novembre 1986. C’est un organisme public autonome du gouvernement basque affecté au département de l’économie et des finances. Il est chargé de collecter, d’analyser et de diffuser l’information statistique officielle sur tous les aspects de la société et de l’économie basque qui lui seraient assignés. Il mène des activités de recherche et développement, de formation et d’appui méthodologique et collabore avec des universités, des institutions de l’État espagnol et Eurostat.

## Présentation
Son travail est assujetti à la Loi organique de Protection des données à caractère personnel d’Espagne qui garantit qu’Eustat ne fournit pas d’informations pouvant identifier ou individualiser ses informateurs, protégés par le secret statistique. Il intervient en tant que coordonnateur de deux organes consultatifs, la Commission basque de la statistique, au sein de laquelle participent les départements du gouvernement basque, les diputaciones forales et les mairies en tant qu’organismes producteurs, et le Conseil basque de statistique, au sein duquel participent tous les partenaires sociaux et représentants de la société.
Ses opérations statistiques se matérialisent dans les plans approuvés tous les quatre ans par le Parlement basque et sont mises en œuvre à travers les Programmes statistiques annuels. 180 opérations ont été abordées dans le cadre du Plan basque de statistique correspondant à la période 2005-2008.

## Services
- Service d'information
- Demandes d'information statistique sur mesure
- Information statistique sur le web
- Banque de données
- Vente de publications
- Service d'assistance méthodologique